# Norsijärvi
Norsijärvi är en sjö i Gällivare kommun i Lappland och ingår i Kalixälvens huvudavrinningsområde. Sjön har en area på 0,033 kvadratkilometer och ligger 181,1 meter över havet.

## Delavrinningsområde
Norsijärvi ingår i det delavrinningsområde (742812-177345) som SMHI kallar för Ovan VDRID = Ängesån i Ängesåns vattendragsyta. Medelhöjden är 176 meter över havet och ytan är 37,38 kvadratkilometer. Räknas de 153 avrinningsområdena uppströms in blir den ackumulerade arean 2 214,06 kvadratkilometer. Ängesån (Liinajoki) som avvattnar avrinningsområdet har biflödesordning 2, vilket innebär att vattnet flödar genom totalt 2 vattendrag innan det når havet efter 138 kilometer. Avrinningsområdet består mestadels av skog (86 procent). Avrinningsområdet har 0,18 kvadratkilometer vattenytor vilket ger det en sjöprocent på 0,5 procent.